# Ri Jong-ok
Ri Jong-ok (10 de janeiro de 1916 - 23 de setembro de 1999) foi um político norte-coreano que atuou como primeiro-ministro da Coreia do Norte de 1977 a 1984.
Ele foi eleito para o Presidium no 6º Congresso do WPK em 1980.
Foi nomeado vice-presidente da Coreia do Norte pela Assembleia Popular Suprema em janeiro de 1984 e deixou o cargo em outubro de 1997.
Ri morreu em 23 de setembro de 1999. No seu comité funerário estavam Kim Yong-nam, Pak Song-chol, Hong Song-nam e outros. Ele foi condecorado com a Ordem de Kim Il Sung, a Ordem da Bandeira Nacional (Primeira Classe), a Ordem da Liberdade e Independência (Primeira Classe), entre outras honrarias.